# Pascale Hutton
Pascale Hutton (Creston, 14 juni 1979) is een Canadees actrice.

## Carrière
Hutton studeerde theater en acteren aan de Universiteit van Alberta en verscheen na haar studie in kleine rollen. Ze startte in 2003 met een rol in de televisieserie Hollywood Wives: The New Generation en maakte haar filmdebuut in 2004 in de horrorfilm Ginger Snaps 2: Unleashed. Ze had in 2007 en 2008 een terugkerende rol in de Canadese tv-series  Intelligence en Flashpoint.
In 2007 kreeg Hutton een hoofdrol in de drama-thrillerserie Traveler. Ook had ze in 2012 een hoofdrol in de dramaserie Arctic Air. Vanaf 2014 heeft Hutton een vaste rol in de televisieserie When Calls the Heart, waarin ze de rol van de extraverte Rosemary Coulter speelt.

## Filmografie

### Films
- Ginger Snaps 2: Unleashed (2004) - Beth-Ann
- Chicks with Sticks (2004) - Charlene Manski
- A Simple Curve (2005) - Lee
- The Art of War II: Betrayal (2008) - Autumn
- Shred (2008) - Danielle
- Revenge of the Boarding School Dropouts (2009) - Danielle
- Cats & Dogs: The Revenge of Kitty Galore (2010) - Jackie (stem)
- Badass Thieves (2010) - Kate
- Afghan Luke (2011) - Elita
- The Unspoken (2015) - Jeanie
- S.W.A.T.: Under Siege (2017) - Carley
- Double Life (2023) - Sharon Setter

### Televisie (selectie)
- Hollywood Wives: The New Generation (2003) - Nikki Roman
- Dead Like Me (2004) - Amina
- Life As We Know It (2004) - Kelly
- Stargate Atlantis (2005) - Officier Trebal
- Smallville (2005) - Karen Gallagher
- The Dead Zone (2006) - Karen Tomlin
- Traveler (2007) - Kim Doherty
- Flashpoint (2008-2009) - Kira Marlowe
- Arctic Air (2012-2014) - Krista Ivarson
- Once Upon a Time (2014) - koningin Gerda
- When Calls the Heart (2014-heden) - Rosemary Coulter-LeVeaux
- Summer of Dreams (2016) - Denise
- The Perfect Bride (2017) - Molly White
- My One and Only (2019) - Stephanie
- You Had Me at Aloha (2021) - Paige Marshall
- We Wish You a Married Christmas (2022) - Lauren
- Fourth Down and Love (2023) - Erin
- Nelly Knows Mysteries (2024) - Nelly Parker